# 353404 Laugalys
353404 Laugalys este o planetă minoră (asteroid) din centura de asteroizi. A fost descoperită pe 25 septembrie 2006 la Molėtų astronomijos observatorija⁠(d) de  și a fost numită după Vygandas Laugalys⁠(d). 
Obiectul prezintă o orbită caracterizată de o semiaxă mare de 2,9813313549817 UAi, o excentricitate de 0,096846393162759, o înclinație de 8,6062519191008 ° în raport cu ecliptica.